# Muhlenbergia huegelii
Muhlenbergia huegelii är en gräsart som beskrevs av Carl Bernhard von Trinius. Muhlenbergia huegelii ingår i släktet muhlygräs, och familjen gräs. Inga underarter finns listade i Catalogue of Life.